# مارشفيلد (مقاطعة فوند دو لاك)
مارشفيلد، مقاطعة فوند دو لاك (بالإنجليزية: Marshfield, Fond du Lac County, Wisconsin)‏ هي بلدة تقع في مقاطعة فوند دو لاك بولاية ويسكونسن في الولايات المتحدة. تبلغ مساحتها 88.9 (كم²)، وترتفع عن سطح البحر 286 م، بلغ عدد سكانها 1118 نسمة في عام 2000 حسب إحصاء مكتب تعداد الولايات المتحدة وتصل الكثافة السكانية فيها 12.7 نسمة/كم2.

## وصلات خارجية
- http://www.townmarshfield.com
- The US50 - Cities and Towns in Wisconsin State
- Wisconsin Cities and Towns, Facts, Map, Flag, Colleges, Government, and More